# Ex Caserma del Littorio
La  Ex Caserma del Littorio di Ferrara  è una costruzione risalente alla fine degli anni venti che si trova a Ferrara all'angolo tra Via degli Spadari e Via Fausto Beretta.

## Storia ed utilizzo attuale

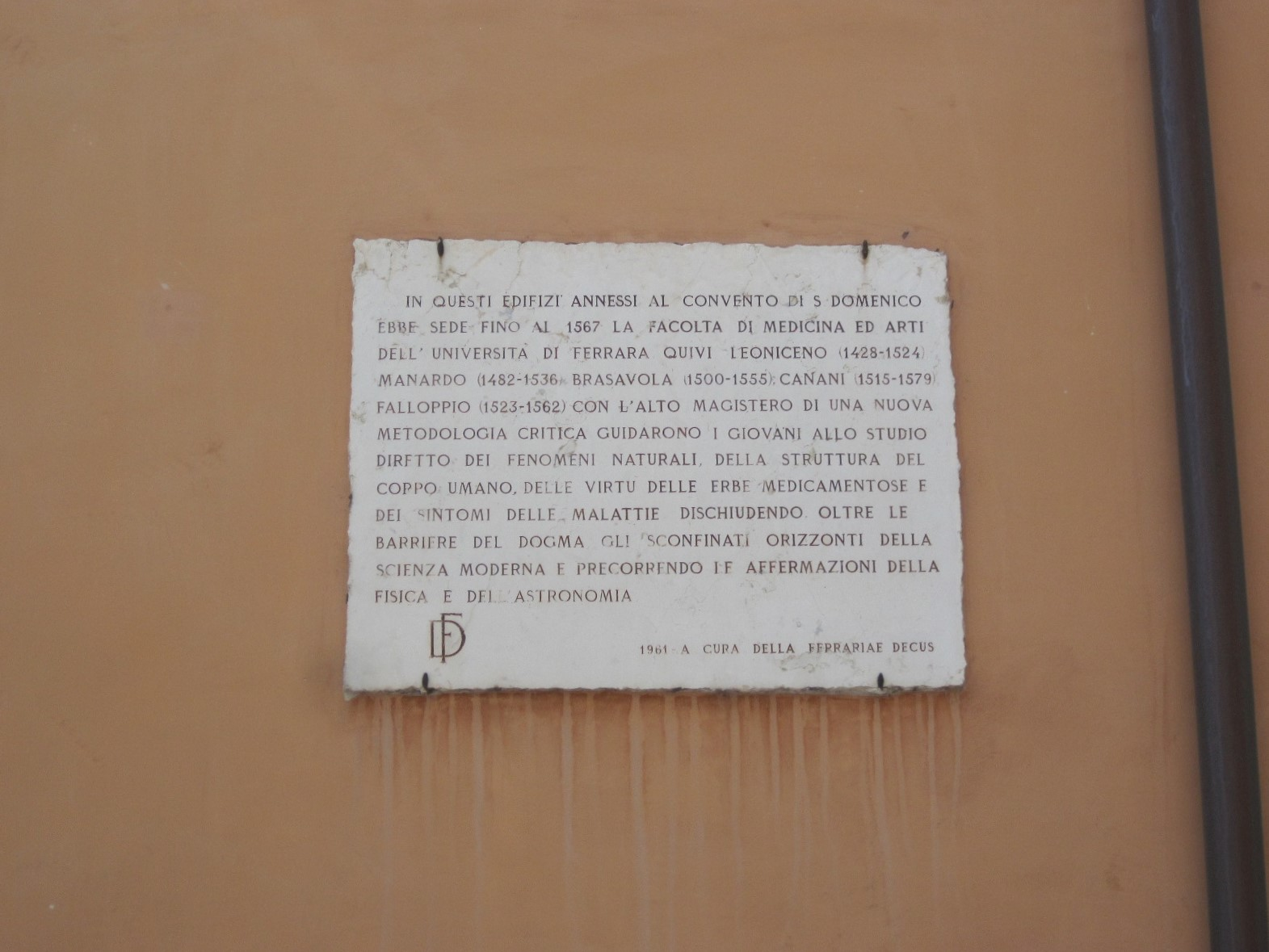
Epigrafe sulla facciata dell'edificio in Via degli Spadari.

Come illustra un'epigrafe sul lato in Via degli Spadari la caserma venne costruita dove precedentemente sorgeva il convento di San Domenico, ed ancora oggi la Chiesa si trova al suo fianco.
Fu inaugurata nel dicembre 1936 alla presenza di Edmondo Rossoni.
L'opera rientrò nell'ambito della ricostruzione della città successivamente chiamata Addizione Novecentista e fu tra le iniziative urbanistiche che l'amministrazione comunale, guidata dal podestà Renzo Ravenna, mise in cantiere per dare un volto moderno alla città, per dare un aiuto all'occupazione e per seguire il desiderio di Italo Balbo di riportare Ferrara agli antichi splendori estensi. In tale disegno un notevole sostegno arrivò anche dalle pagine del Corriere Padano, allora diretto da Nello Quilici.
L'edificio ospita attualmente vari uffici del Comune di Ferrara.

## Aspetti architettonici

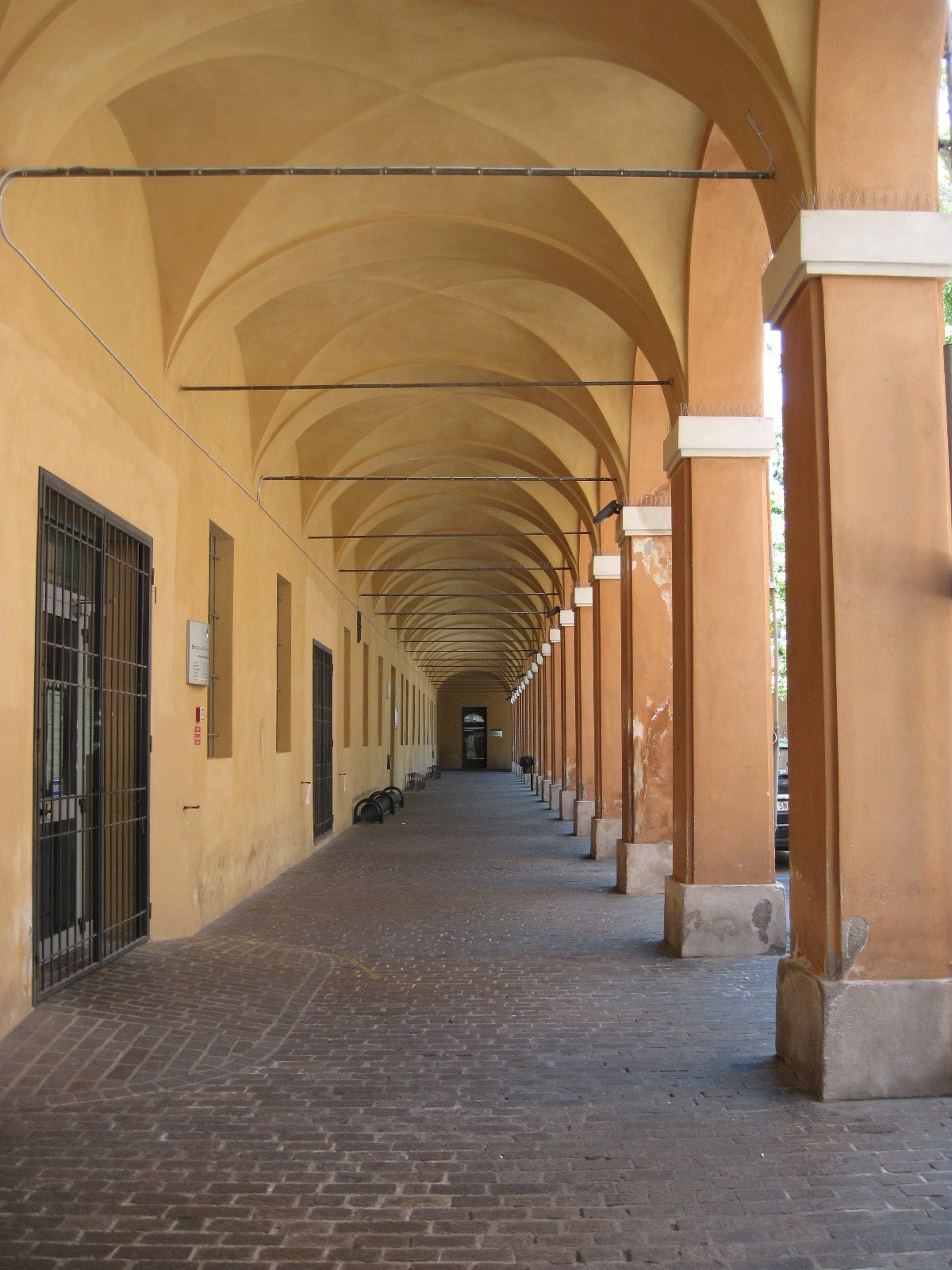
Particolare del portico su Via Fausto Beretta

L'edificio venne progettato per svolgere una funzione di servizio, in tipico stile razionalista.  Vennero mantenuti i portici dell'antico convento, ancora oggi visibili. Alcuni particolari architettonici più tipicamente legati al periodo fascista vennero in seguito rimossi, come l'accesso alla caserma adiacente alla chiesa di San Domenico.
L'edificio si mantiene ancora oggi nelle proporzioni e nelle dimensioni originali.